# Promyrmococcus dilli
Promyrmococcus dilli  (лат.) — вид мирмекофильных насекомых-кокцид рода Promyrmococcus из семейства мучнистые червецы (Pseudococcidae).

## Распространение
Юго-Восточная Азия: Малайзия (Сабах,  Poring, Poring Hot Springs, Mt Kinabalu National Park).

## Описание
Микроскопического размера мучнистые червецы (длина 1,3 — 1,5 мм). Усики равны примерно половине длины тела. Глаза отсутствуют, оцеллии развиты. Ноги с 2-члениковыми лапками.

Питаются соками растений.
Среди муравьёв симбионтов представители рода Dolichoderus: обнаружены в муравейнике Dolichoderus maschwitzi.
Вид был впервые описан в 2002 году энтомологом Д. Уилльямсом (Williams, D.J.).